# エリック・ハムレン
エリック・ケンドール・ハムレン（Erik Kendall Hamren, 1986年8月21日 - ）は、アメリカ合衆国・カリフォルニア州コト・デ・カザ出身の元プロ野球選手（投手）。右投右打。

## 経歴

### プロ入り前
テソロ高等学校時代は外野手としてプレーしていた。

### プロ入りとマイナー時代
2008年のMLBドラフトでシカゴ・カブスから37巡目（全体1121位）で指名され、入団。この年はルーキー級アリゾナリーグ・カブスとA-級ボイシ・ホークスで計13試合に登板した。
2009年は、開幕をA級ピオリア・チーフスで迎えた。この年は、38試合に登板し、3勝4敗、防御率5.98という成績だった。12月16日にカブスを自由契約となった。

### 独立リーグ時代
2010年は、フロンティアリーグのジョリエット・ジャックハンマーズとアメリカン・アソシエーションのカンザスシティ・ティーボーンズで計44試合に登板し、0勝2敗3セーブ、防御率3.39の成績を残した。

### パドレス時代
2010年10月20日にサンディエゴ・パドレスとマイナー契約を結んだ。
2011年は開幕をA+級レイクエルシノア・ストームで迎えた。ここで15試合に登板し、2勝0敗1セーブ、防御率1.08の成績を挙げ、AA級サンアントニオ・ミッションズに昇格した。サンアントニオでは33試合に登板し、3勝0敗、防御率0.92の成績を挙げ、この年のテキサスリーグのオールスターゲームに選出された。7月31日にマイク・アダムスがテキサス・レンジャースへトレードで移籍した為、メジャーに昇格した。翌8月1日のロサンゼルス・ドジャース戦でメジャーデビューを果たした。8月23日のサンフランシスコ・ジャイアンツ戦でメジャー初勝利を挙げるなど、14試合に登板し、1勝0敗、防御率4.38の成績を残した。
2012年は、AA級サンアントニオとAAA級ツーソン・パドレスで計58試合に登板し、2勝6敗10セーブ、防御率3.77の成績を残したが、メジャーに昇格することはできなかった。
2013年3月27日に解雇された。

### ブレーブス傘下時代
2013年4月にアトランタ・ブレーブスとマイナー契約を結んだ。AA級ミシシッピ・ブレーブスで13試合に登板し、0勝0敗、防御率2.55の成績を残した。

### レイズ傘下時代
2013年6月2日にトレードでタンパベイ・レイズへ移籍した。AA級モンゴメリー・ビスケッツで32試合に登板し、1勝2敗2セーブ、防御率3.28の成績を残した。オフの11月5日にFAとなった。

### 独立リーグ時代
2014年4月にアトランティックリーグのサザンメリーランド・ブルークラブスと契約を結んだ。ここでは36試合に登板し、1勝3敗、防御率2.41の成績を残した。

### レンジャース傘下時代
2014年7月11日にテキサス・レンジャースとマイナー契約を結んだ。この年はAA級フリスコ・ラフライダーズで15試合に登板し、0勝1敗1セーブ、防御率1.13の成績を残した。オフの11月4日にFAとなった。

### 独立リーグ時代
2015年は再びアトランティックリーグのサザンメリーランド・ブルークラブスと契約を結んだ。39試合に登板し、4勝1敗24セーブ、防御率4.14の成績を残した。この年限りで現役を引退した。

## 詳細情報

### 年度別投手成績
| 年 度    | 球 団    | 登 板 | 先 発 | 完 投 | 完 封 | 無 四 球 | 勝 利 | 敗 戦 | セ 丨 ブ | ホ 丨 ル ド | 勝 率 | 打 者 | 投 球 回 | 被 安 打 | 被 本 塁 打 | 与 四 球 | 敬 遠 | 与 死 球 | 奪 三 振 | 暴 投 | ボ 丨 ク | 失 点 | 自 責 点 | 防 御 率 | W H I P |
| -------- | -------- | ----- | ----- | ----- | ----- | -------- | ----- | ----- | -------- | ----------- | ----- | ----- | -------- | -------- | ----------- | -------- | ----- | -------- | -------- | ----- | -------- | ----- | -------- | -------- | ------- |
| 2011     | SD       | 14    | 0     | 0     | 0     | 0        | 1     | 0     | 0        | 0           | 1.000 | 55    | 12.1     | 10       | 2           | 9        | 1     | 2        | 10       | 0     | 0        | 7     | 6        | 4.38     | 1.54    |
| MLB：1年 | MLB：1年 | 14    | 0     | 0     | 0     | 0        | 1     | 0     | 0        | 0           | 1.000 | 55    | 12.1     | 10       | 2           | 9        | 1     | 2        | 10       | 0     | 0        | 7     | 6        | 4.38     | 1.54    |

### 背番号
- 40 (2011年)